# Croton decipiens
Espèce
Croton decipiens est une espèce de plantes à fleurs du genre Croton et de la famille des Euphorbiaceae, peut-être présente au Brésil.
Il a pour synonyme :
- Oxydectes decipiens, (Baill.) Kuntze